# Auditorat militaire
En Belgique, l'auditorat militaire était l'équivalent du procureur du Roi en matière militaire. Il remplissait également le rôle de juge d'instruction. Comme les juridictions militaires, l'auditorat militaire fut supprimé par la loi du 1er janvier 2004.
Au sortir de la Seconde Guerre mondiale, seuls les tribunaux militaires sont compétents pour rendre la justice en Belgique. Les auditeurs militaires sont chargés de poursuivre les faits de collaboration. Ils sont à la fois juges d'instruction et procureurs, c'est-à-dire qu'ils mènent et orientent l'enquête, et sont chargés de l'accusation devant les conseils de guerre.

## Mise en place et organisation
Le 26 mai 1944, un arrêté-loi réaffirme la compétence des tribunaux militaires en temps de guerre et y ajoute les infractions contre la Sécurité de l'État. Quelques mois plus tard, ils deviennent aussi chargés de juger les infractions de droit commun associées à la collaboration.
En temps de paix, la Belgique compte quatre auditorats : Bruxelles, Anvers, Gand et Liège. En septembre 1944, neuf nouveaux auditorats sont créés pour traiter l'afflux de dossiers d'incivisme (Arlon, Bruges, Charleroi, Hasselt, Malines, Mons, Namur, Turnhout et Verviers). Les auditeurs doivent, en plus du traitement de ces dossiers, répondre aux autres compétences de la justice militaire, à savoir la protection des armées alliées et la révision des crimes de guerre. Six auditorats supplémentaires (Courtrai, Louvain, Nivelles, Ypres, Tournai et Tongres) sont encore créés en mai 1945, suivis par deux autres de langue allemande en février 1946 (Malmedy et Eupen).
L'auditorat général dirige les opérations de répression de la collaboration. Walter Ganshof van der Meersch occupe ce poste, ainsi que celui de Haut-commissaire à la sécurité de l'État. Il exerce ses compétences auprès de la Cour militaire de Bruxelles. Il est chargé de faciliter les tâches des auditeurs militaires et de coordonner la répression au niveau national. L'auditeur général doit éviter de trop grandes disparités au niveau local dans le traitement des dossiers. Il doit donc veiller à communiquer à l'ensemble des auditeurs les informations qui ressortent de son travail de documentation.

## Procédure
L'auditeur militaire entame l'instruction après avoir pris connaissance, via une plainte ou un procès-verbal, d'éléments justifiant l'ouverture d'un dossier répressif. La langue de la procédure se fait selon le choix du prévenu. Pendant l'instruction, l'auditorat peut décider d'une détention préventive (à ne pas confondre avec l'internement qui est une mesure administrative) ou d'une mise au secret de l'inculpé. À l'issue de l'instruction, en tant que procureur, l'auditeur militaire peut soit renvoyer l'inculpé devant le conseil de guerre, soit classer le dossier sans suite ou rendre une ordonnance de non-lieu.
Il existe d'autres procédures particulières telles que la déchéance de droits ou de la nationalité, les « transactions », etc.

## Difficultés
Les auditorats font face à deux difficultés majeures. D'une part, ils manquent de moyen, d'où des difficultés matérielles (manque de bureaux, matériels, moyens de communication…). D'autre part, de nombreux auditeurs sont inexpérimentés, et doivent s'adapter à une tâche différente de celle qu'ils exerçaient auparavant. Les auditeurs militaires poursuivent environ 400 000 personnes durant la répression.